# Hans Ree
Pour les articles homonymes, voir Ree.
Hans Ree est un journaliste et joueur d'échecs néerlandais né le 15 septembre 1944 à Amsterdam, auteur de livres et d'articles sur les échecs. Double champion d'Europe junior (en 1964-1965 et 1965-1966), il remporta le championnat d'échecs des Pays-Bas à quatre reprises (en 1967, 1969, 1971 et 1982) et obtint le titre de grand maître international en 1980. Hans Ree a représenté les Pays-Bas lors de dix olympiades de 1966 à 1984, remportant une médaille d'argent par équipe en 1976 (il jouait au quatrième échiquier) et une médaille de bronze individuelle en 1966 (il jouait comme échiquier de réserve).
Hans Ree a fait des études de mathématiques et de philosophie à l'université d'Amsterdam. Comme chroniqueur, Hans Ree collabore à de nombreux journaux et revues (comme New in Chess) et plusieurs sites internet (comme Chesscafe.com).

## Palmarès

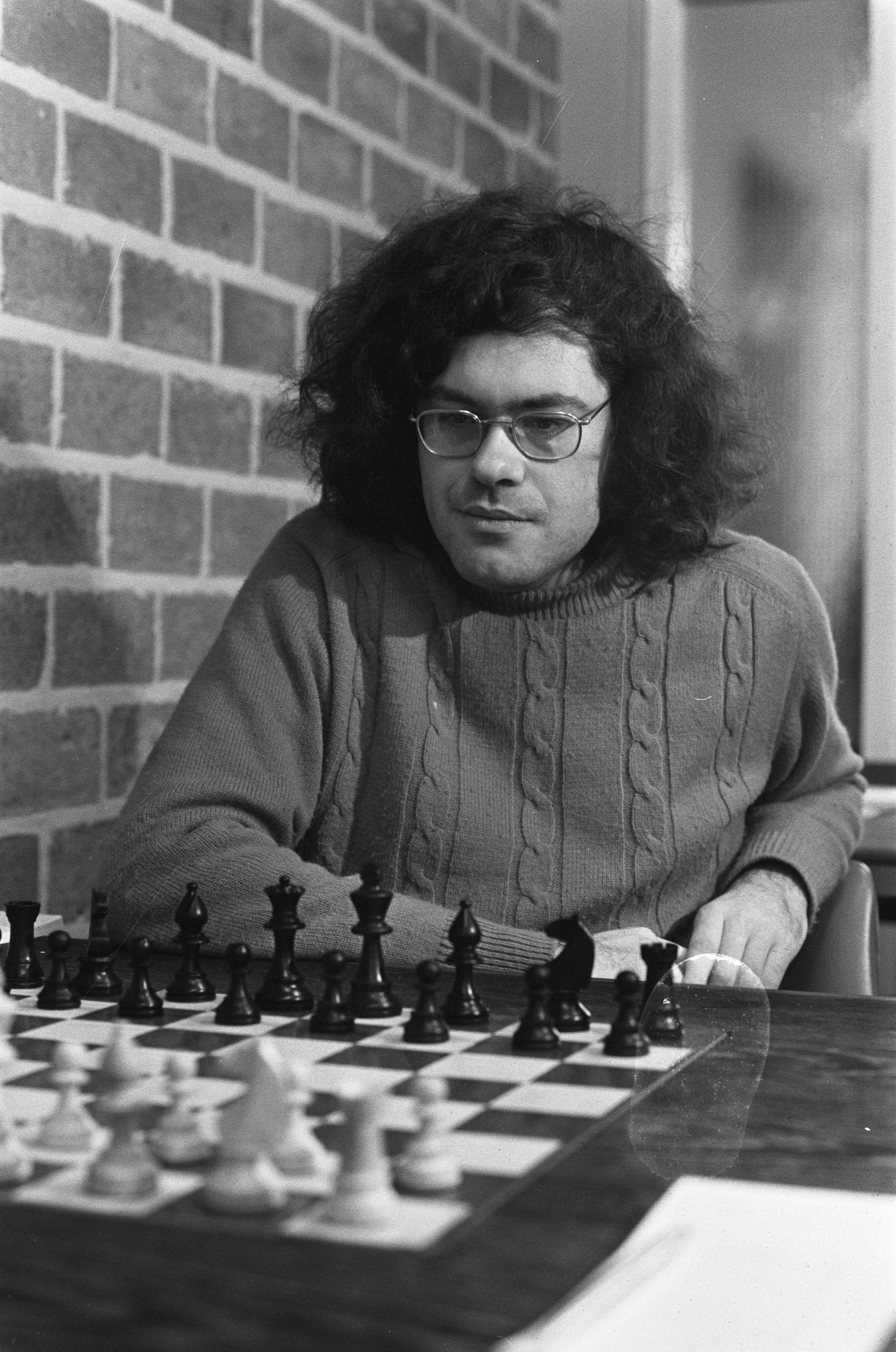
Hans Ree en 1973.

Hans Ree obtint le titre de maître international en 1967 et celui de grand maître international en 1980.
Outre deux championnats d'Europe junior et quatre championnats des Pays-Bas, il a remporté le championnat d'Amsterdam junior en 1961 et 1962, ainsi que les tournois suivants :
- Vancouver 1971 (championnat open du Canada), ex æquo avec le champion du monde Boris Spassky ;
- Karlovac 1977 ;
- Graz 1979 ;
- Amsterdam (IBM, tournoi B) 1980 ;
- Ostende 1983 ;
- Ter Apel 1987 ;
- Casablanca 1988.

Il a participé à dix-neuf tournois de Wijk aan Zee de 1967 à 1996. Ses meilleures places furent quatrième en 1978 et sixième en 1986.

## Publications
- (nl) Een blinde reus, 1989
- (nl) Rode dagen en zwarte dagen, 1993
- (nl) Schaakstukjes, 1993
- (en) The Human Comedy of Chess: A Grandmaster's Chronicles, Russel Enterprises, 1999
- (en) My Chess, Russel Enterprises, 2010

## Un exemple de partie
Hans Ree-Moshe Czerniak, Vratsa, 1975
1. c4 g6 2. d4 Fg7 3. Cc3 d6 4. Cf3 Fg4 5. e3! 5...Cd7 6. Fe2 e5 7. h3 Fxf3 8. Fxf3 exd4? (8...c6) 9. exd4 c6 10. 0-0 Ce7 11. Fg5! Cf6 12. d5! c5 13. Da4+ Dd7 14. Fd1! Dxa4 (14...0-0? 15. Dxd7 Cxd7 16. Fxe7) 15. Fxa4+ Rf8 16. g4! Td8 17. Tfe1 h6 18. Fd2 g5 19. f4! gxf4 20. Fxf4 a6 21. Fg3 Tg8 22. Te2 Cg6 23. Tf1 Ce5 24. Fxe5 dxe5 25. Tef2 Re7 26. Tf5! Tdf8 27. Txe5+ Rd8 28. Tef5 Ch7 29. Txf7 Txf7 30. Txf7 b5 31. cxb5 axb5 32. Fxb5 Cg5 33. Ta7 1-0.